# Centrală maremotrică
Centralele maremotrice sunt centrale electrice care produc energie cu ajutorul mareelor, valurilor și a curenților oceanici. Acestea pot fi centrale fără baraj sau cu baraj. Avantajele constau în faptul că sursa de energie este inepuizabilă și că nu poluează, iar dezavantajele în impactul asupra ecosistemului mării, dar și dependența de viteza de deplasare a curenților marini.
Prima centrală maremotrică funcțională din lume, care utilizează forța mareelor este Centrala maremotrică de la Rance⁠(d), situată în estuarul fluviului Rance, în apropiere de Saint-Malo, în departamentul Ille-et-Vilaine din nord-estul Bretaniei, Franța. Construită între anii 1961–1966, cu o putere instalată de 240 MW, a rămas cea mai mare centrală maremotrică din lume timp de 45 de ani, de la punerea în funcțiune în 1966 până în 2011, când a fost depășită de Centrala maremotrică de la Sihwa⁠(d) din Coreea de Sud (ceva mai puternică, cu 254 MW putere instalată).